# Tillandsia callichroma
Tillandsia callichroma là một loài thuộc chi Tillandsia. Đây là loài đặc hữu của México.